# جوت (تگزاس)
جوت، تگزاس(به انگلیسی: Jewett, Texas) شهری در ایالت تگزاس از ایالات جنوبی ایالات متحده آمریکا است. در سرشماری سال ۲۰۰۰، جمعیت این شهر ۸۶۱ نفر اعلام شد.